# Ludovic Capelle
Ludovic Capelle (Namur, 27 febbraio 1976) è un ciclista su strada belga professionista tra il 2000 e il 2009. Fu campione nazionale nel 2001.

## Carriera
Corse per la Lotto e per la AG2R; le sue vittorie più rilevanti sono la Dwars door Vlaanderen del 2004, e il Grand Prix d'Isbergues, nello stesso anno. Nel 2000 ottenne inoltre un terzo posto alla Parigi-Bruxelles.

## Palmarès
- 2002

1ª tappa Circuit de la Sarthe
- 2003

Scheldeprijs
- 2004

Dwars door Vlaanderen
Grand Prix d'Isbergues

## Piazzamenti

### Grandi giri
- Giro d'Italia

2001: ritirato
- Tour de France

2000: ritirato
1959: ritirato

### Classiche
- Milano-Sanremo

2002: ritirato
2004: ritirato
- Giro delle Fiandre

2001: 45º
2004: 59º
- Parigi-Roubaix

2002: 35º
2003: 41º
- Liegi-Bastogne-Liegi

2003: ritirato
2005: ritirato